# Deutsche Badmintonmeisterschaft 1993
Die Deutsche Badmintonmeisterschaft 1993 fand vom 5. bis zum 7. Februar 1993 in Mülheim an der Ruhr statt.

## Medaillengewinner
| Disziplin    | Gold                                                                     | Silber                                                                                        | Bronze                                                                                  |
| ------------ | ------------------------------------------------------------------------ | --------------------------------------------------------------------------------------------- | --------------------------------------------------------------------------------------- |
| Herreneinzel | Oliver Pongratz (FC Langenfeld)                                          | Volker Renzelmann (FC Bayer 05 Uerdingen)                                                     | Thomas Berger (SSV Heiligenwald)                                                        |
| Herreneinzel | Oliver Pongratz (FC Langenfeld)                                          | Volker Renzelmann (FC Bayer 05 Uerdingen)                                                     | Detlef Poste (FC Bayer 05 Uerdingen)                                                    |
| Dameneinzel  | Andrea Findhammer (FC Langenfeld)                                        | Christine Skropke (FC Bayer 05 Uerdingen)                                                     | Nicole Baldewein (OSC Düsseldorf)                                                       |
| Dameneinzel  | Andrea Findhammer (FC Langenfeld)                                        | Christine Skropke (FC Bayer 05 Uerdingen)                                                     | Heike Franke (TV Mainz-Zahlbach)                                                        |
| Herrendoppel | Michael Keck (SV Fortuna Regensburg) Uwe Ossenbrink (TuS Wiebelskirchen) | Markus Keck (SV Fortuna Regensburg) Michael Helber (SV Fortuna Regensburg)                    | Martin Kranitz (SSV Heiligenwald) Franz-Josef Müller (BC Eintracht Südring Berlin)      |
| Herrendoppel | Michael Keck (SV Fortuna Regensburg) Uwe Ossenbrink (TuS Wiebelskirchen) | Markus Keck (SV Fortuna Regensburg) Michael Helber (SV Fortuna Regensburg)                    | Robert Neumann (FC Langenfeld) Thomas Berger (SSV Heiligenwald)                         |
| Damendoppel  | Nicole Grether (SSV Heiligenwald) Sandra Beißel (TTC Brauweiler 1948)    | Kerstin Ubben (BC Eintracht Südring Berlin) Stefanie Westermann (BC Eintracht Südring Berlin) | Nicole Baldewein (OSC Düsseldorf) Anne-Katrin Seid (SV Fortuna Regensburg)              |
| Damendoppel  | Nicole Grether (SSV Heiligenwald) Sandra Beißel (TTC Brauweiler 1948)    | Kerstin Ubben (BC Eintracht Südring Berlin) Stefanie Westermann (BC Eintracht Südring Berlin) | Katrin Schmidt (TuS Wiebelskirchen) Karen Stechmann (FC Langenfeld)                     |
| Mixed        | Michael Keck (SV Fortuna Regensburg) Karen Stechmann (FC Langenfeld)     | Kai Mitteldorf (FC Bayer 05 Uerdingen) Anne-Katrin Seid (SV Fortuna Regensburg)               | Ralf Rausch (BC Eintracht Südring Berlin) Petra Dieris-Wierichs (FC Bayer 05 Uerdingen) |
| Mixed        | Michael Keck (SV Fortuna Regensburg) Karen Stechmann (FC Langenfeld)     | Kai Mitteldorf (FC Bayer 05 Uerdingen) Anne-Katrin Seid (SV Fortuna Regensburg)               | Uwe Ossenbrink (TuS Wiebelskirchen) Katrin Schmidt (TuS Wiebelskirchen)                 |